# Rufinamida
Rufinamida (nomes comerciais: Banzel, Inovelon, entre outros) é um anticonvulsivante usado em combinação com outros medicamentos para tratar convulsões relacionadas à síndrome de Lennox-Gastaut e outros transtornos convulsivos. A rufinamida é um derivado de triazol e  foi desenvolvida pela Novartis em 2004.
Nos Estados Unidos, a rufinamida foi aprovada pela agência reguladora Food and Drug Administration (FDA) em 14 de novembro de 2008 para o tratamento adjuvante de convulsões associadas à síndrome de Lennox-Gastaut em adultos e crianças a partir dos 4 anos. Apesar de não ter sido aprovada para o tratamento de convulsões parciais, ensaios clínicos sugerem que a rufinamida seja eficaz para o tratamento de convulsões parciais.
O mecanismo de ação da rufinamida não é completamente conhecido. Algunas evidências sugerem que a rufinamida atua modulando o bloqueio dos canais de sódio dependentes de voltagem, um alvo comum para drogas anticonvulsivantes e antiepilépticas. Um estudo de 2014 descreveu os os efeitos da rufinamida sobre os canais de sódio dependente de voltagem, sugerindo que a inativação de algumas isoformas do canal de sódio que pode reduzir a excitabilidade neuronal. No entanto, esta ação não pode explicar o espectro completo da atividade da rufinamida.